# Compagnie du chemin de fer d'Amiens à Boulogne
La Compagnie du chemin de fer d'Amiens à Boulogne est une société anonyme française créée en 1845. Elle est concessionnaire, construit et exploite la ligne d'Amiens à Boulogne avant de fusionner en 1852 avec la Compagnie des chemins de fer du Nord.

## Histoire

### Création de la Compagnie
La société anonyme dénommée « Compagnie du chemin de fer d'Amiens à Boulogne » est créée pour reprendre la concession, du « chemin de fer d'Amiens à Boulogne, par Abbeville et Étaples », adjugée le 15 octobre 1844 à messieurs Laffitte, Blount et compagnie. La société, dont les statuts sont déposés chez maître Ducloux et son collègue notaire à Paris par l'acte du 28 mai 1845, est approuvée par une ordonnance du 29 mai 1845. Son siège est fixé à Paris et son capital est de trente-sept millions cinq cent mille francs divisés en soixante quinze mille actions.

### Études et premières embauches
Le plan du tracé est réalisé par les ingénieurs des ponts et chaussées des départements de la Somme et du Pas-de-Calais. À la demande de la compagnie, l'ingénieur William Cubitt a fait un premier examen sur le terrain.
La compagnie recrute le 1er janvier 1845, comme ingénieur en chef, Pierre-Dominique Bazaine. Il est convenu qu'il reste attaché au « chemin du Nord » jusqu'au 1er juillet, mais sa nomination a été définitivement acceptée avec l'autorisation du ministre des travaux publics. L'organisation de la construction de la ligne se met en place : elle est partagée en sections qui disposeront bientôt d'un personnel au complet ; le travail a débuté dans nombre de communes entre Amiens et Abbeville. Il est prévu une nouvelle tournée d'expertise par les ingénieurs Cubitt et Bazaine afin qu'il y ait transmission des observations faites lors du premier examen.

### Première assemblée générale
La première assemblée générale des actionnaires a lieu le 23 novembre 1845. Il y est notamment précisé : que la société dispose de fonds importants qui n'ont pas été utilisés car l'approbation ministérielle des plans définitifs n'est pas encore arrivée. La compagnie prévoit d'avoir à débourser des sommes importantes pour l'achat des terrains, les acomptes des entrepreneurs des travaux, les fournisseurs des rails, machines et voitures ; que des négociations ont lieu avec la Compagnie des chemins de fer du Nord pour la future exploitation de la ligne. L'ingénieur en chef, Pierre-Dominique Bazaine, présente la situation des travaux et le programme de la prochaine campagne : les marchés ont été signés avec des entrepreneurs locaux qui ont montré leurs capacités dans la construction du chemin de fer du Nord ; il est prévu une possible livraison au service dans un an de la première section d'Amiens à Abbeville ; la ligne doit alors être construite jusqu'à Étaples mais avec une lacune au point de traversée des fortifications d'Amiens qui doit être réalisé par le génie militaire ; la totalité de la ligne, réduisant à seize heures la durée du trajet entre Londres et Paris, est prévue pour le printemps 1847.

### Fusion
Mise en difficulté par la concurrence, la Compagnie du chemin de fer d'Amiens à Boulogne fusionne avec la Compagnie des chemins de fer du Nord le 19 février 1852. Les conditions sont celles d'une fusion absorption, le Nord reprenant l'ensemble des actifs, du passif et des engagements contractés contre un échange d'actions ou d'obligations. Le barème établi pour l'échange est de deux actions de la Compagnie d'Amiens à Boulogne contre une action du Nord « libérée de 400 fr » ou une action de la Compagnie d'Amiens à Boulogne contre une obligation du Nord de « 500 fr 3 % ».